# Seyi Olofinjana
Oluwasey George „Seyi“ Olofinjana (* 30. Juni 1980 in Lagos) ist ein ehemaliger nigerianischer Fußballspieler und heutiger -funktionär. Der Mittelfeldspieler stand als Aktiver zuletzt bei Start Kristiansand unter Vertrag.

## Vereinskarriere
Olofinjana spielte bis 2002 in seiner Heimat bei Kwara United in der Nigerian Premier League. Anfang 2003 wechselte er zum norwegischen Klub Brann Bergen, wo er in seiner ersten Saison nur eine einzige Partie verpasste und neun Saisontore erzielte. Nach weiteren neun Einsätzen zu Beginn der Saison 2004 stand sein Wechsel zum französischen Klub AS Monaco bevor. Er fiel jedoch beim medizinischen Check wegen einer Auffälligkeit an seinem Herz durch. Kurze Zeit später wechselte er für 1,7 Mio. Pfund zum englischen Klub Wolverhampton Wanderers, der keine Probleme feststellen konnte.
Beim Zweitligisten war er die folgenden vier Jahre zumeist eine feste Größe im Mittelfeld. Nachdem er mit Wolverhampton mehrmals den Aufstieg in die Premier League knapp verfehlt hatte, wechselte er 2008 nach 135 Ligapartien (16 Tore) für 3 Mio. Pfund zu Stoke City. Obwohl Olofinjana dort mit seinem Tor zum 2:1-Heimsieg gegen den FC Arsenal früh einen Achtungserfolg feiern konnte, konnte er sich im Mittelfeld der „Potters“ fortan keinen Stammplatz erkämpfen und musste mehrheitlich auf der Ersatzbank Platz nehmen. So nahm der Verein auch bereits nach knapp einem Jahr ein 2,5-Millionen-Pfund-Angebot des AS Monaco an. Der Handel zerschlug sich jedoch im August 2009 und so wechselte Olofinjana stattdessen für drei Millionen Pfund zum Erstligakonkurrenten Hull City. Im August 2010 unterzeichnete der Mittelfeldakteur für die Saison 2010/11 leihweise bei Cardiff City.
Im walisischen Klub traf Olofinjana auf Dave Jones, der ihn ursprünglich als Manager der Wölfe in den englischen Fußball gebracht hatte. Der Mittelfeldspieler spielte regelmäßig. Das Team erreichte die Aufstiegs-Play-offs, wo es aber gegen Reading verlor. Nach insgesamt 42 Einsätzen für Cardiff, einschließlich der beiden Spiele in den Play-offs, wurde bekanntgeben, dass er aufgrund des Endes der Leihe zu Hull zurückkehren wird.
Zurück in Hull führte eine lange Knieverletzung dazu, dass Olofinjana in der Saison 2011/12 nur fünf Spiele absolvierte. Obwohl er in der folgenden Saison regelmäßiger für den Verein spielte, konnte er keinen Stammplatz im Team behalten und wurde stattdessen im März 2013 bis zum Ende der Saison an Sheffield Wednesday ausgeliehen.
Am Ende der Saison 2012/13 lief Olofinjanas Vertrag mit Hull City aus, so dass er vertragslos war.
Olofinjana wechselte am 26. Oktober 2013 zu Sheffield Wednesday und debütierte mit einem 1:1-Unentschieden gegen Barnsley. Olofinjana machte sieben Spiele, seinen letzten Auftritt für den Verein hatte als ungenutzter Ersatz am 26. Dezember 2013, in einem Spiel gegen Blackburn Rovers. Am selben Tag verließ Olofinjana offenbar den Verein nach Ablauf seines Vertrages.
Nachdem er acht Monate ohne Verein war, wechselte Olofinjana zu Start in Tippeligaen, wo er mit Mons Ivar Mjelde zusammentraf, den er während seiner Zeit bei Brann kennt.

## Nach dem Karriere-Ende
Im August 2015 begann Olofinjana an der Wolverhampton-Wanderers-Akademie zu arbeiten.
Im April 2021 verließ Olofinjana Wolves, um beim Schweizer Grasshopper Club Zürich den Posten als Sportdirektor anzunehmen.

## Nationalmannschaft
Olofinjana kam erstmals im Juni 2000 in einem Freundschaftsspiel gegen Malawi in der Nationalmannschaft Nigerias zum Einsatz. 2004 und 2008 stand er im Aufgebot der Super Eagles beim Africa Cup of Nations. 2004 stand er in fünf Partien in der Startelf und erreichte mit dem Team den 3. Platz, vier Jahre später scheiterte man bereits im Viertelfinale. 2006 verpasste er die Teilnahme wegen hartnäckiger Rückenbeschwerden, durch die er den Großteil der Saison 2005/06 aussetzen musste.